# Kämptorp

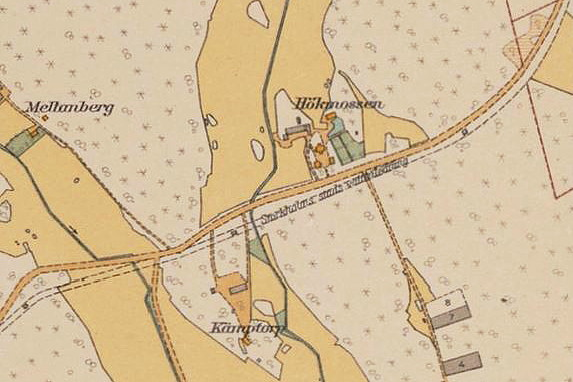
Hökmossen, Kämptorp och Mellanberg på 1920-talet. Diagonalt över kartbilden sträcker sig Södertäljevägen.

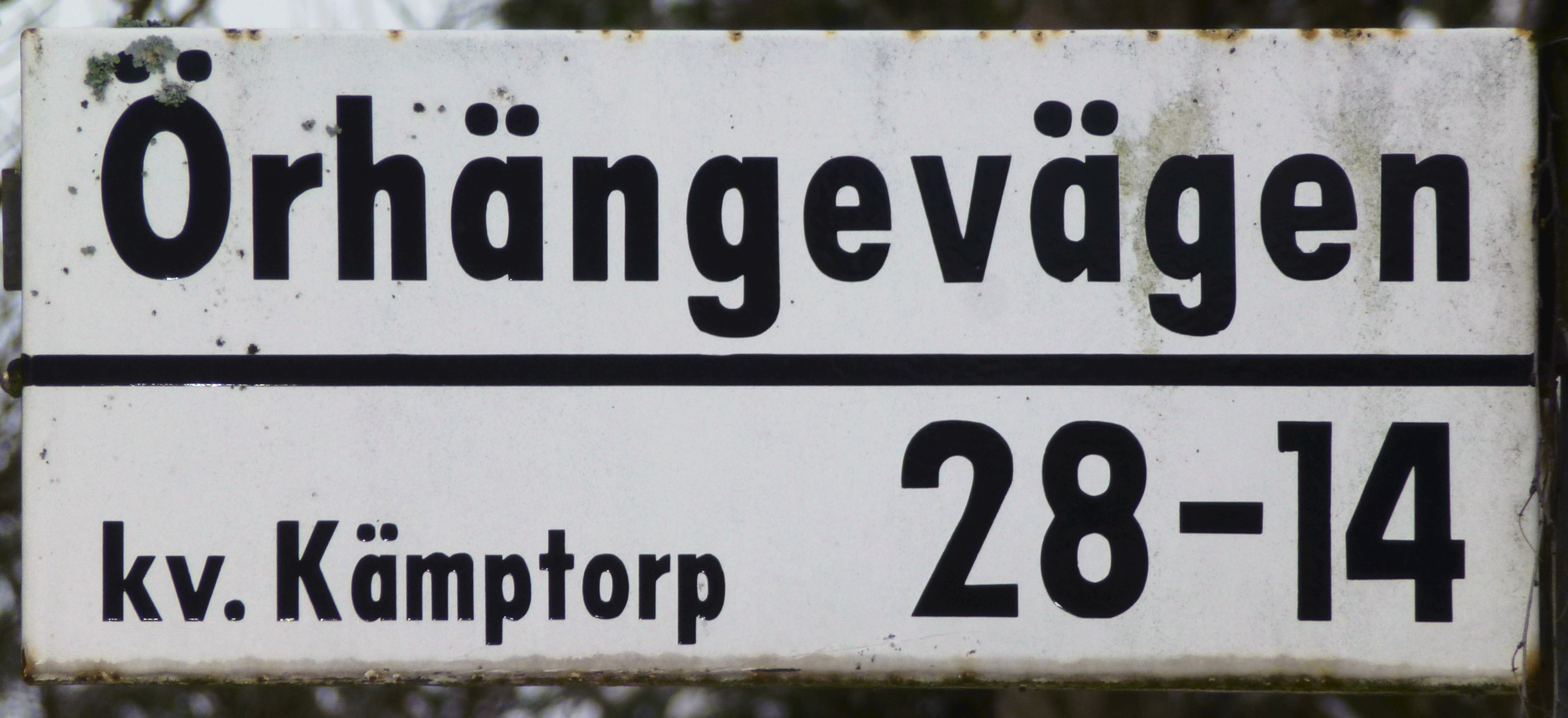
Kvarteret Kämptorp 2015.

Kämptorp (även Kämpetorp) var ett 1600-tals torp under Västberga gård som låg i Brännkyrka socken i dagens stadsdel Solberga, södra Stockholm. Idag påminner kvarteret Kämpetorp samt Kämpetorpsskolan och Kämpetorps bollplan vid Älvsjövägen om den forna gården.

## Historik
Torpet kallades bland annat Kempetorp (1687), Kämptorpet (1770) och Kjemptorpe  (1789). Det lilla torpet låg cirka 1,6 kilometer väster om Västberga gård, strax söder om Södertäljevägen, varifrån två vägar ledde ner till gården. Närmaste granne var Hökmossens gård som också lydde under Västberga. På en karta över Stockholm med omgivningar från 1920-talet är torpet fortfarande inritat.
Kämptorp bestod av en mangård och några ekonomibyggnader, bland annat en stor lada. År 1935 förvärvade Stockholms stad marken från Västberga gård och Kämptorp försvann i samband med stadsplaneringen för området som vann laga kraft i augusti 1943. Därefter bebyggdes marken med småhus som uppfördes på 1940-talets slut och 1950-talets början.